# Modelo de referencia preliminar de la Tierra

Gravedad de la Tierra según el PREM. Las curvas verdes muestran Tierras hipotéticas con densidad constante (discontinua) y disminuyendo linealmente desde el centro a la superficie (punteada).

Distribución de densidad radial de la Tierra según el modelo de referencia preliminar de la Tierra (PREM)

El modelo de referencia preliminar de la Tierra (PREM, del inglés Preliminary Reference Earth Model) es un modelo unidimensional que representa las propiedades promedio de la Tierra en función del radio planetario. Incluye una tabla de propiedades de la Tierra, que incluye propiedades elásticas, atenuación, densidad, presión y gravedad, en función del radio planetario. 
El PREM ha sido ampliamente utilizado como base para la  tomografía sísmica y modelos geofísicos globales relacionados. Incorpora dispersión anelástica y anisotropía y, por lo tanto, depende de la frecuencia y es isotrópica transversalmente para el manto superior. 
PREM fue desarrollado por Adam M. Dziewonski y Don L. Anderson en respuesta a las directrices de un "Comité de Modelo de Tierra Estándar" de la Asociación Internacional de Geodesia (IAG) y la Asociación Internacional de Sismología y Física del Interior de la Tierra (IASPEI) Otros Los modelos de referencia de la Tierra incluyen iasp91 y ak135.